# 东北七鳃鳗
东北七鳃鳗（学名：Lampetra morii）为七鳃鳗科七鳃鳗属的鱼类。在中国，分布于鸭绿江等。